# Dipoena
Dipoena là một chi nhện trong họ Theridiidae

## Các loài
- Dipoena abdita Gertsch & Mulaik, 1936
- Dipoena aculeata (Hickman, 1951)
- Dipoena adunca Tso, Zhu & Zhang, 2005
- Dipoena ahenea (Dyal, 1935)
- Dipoena anahuas Levi, 1963
- Dipoena anas Levi, 1963
- Dipoena appalachia Levi, 1953
- Dipoena atlantica Chickering, 1943
- Dipoena augara Levi, 1963
- Dipoena austera Simon, 1908
- Dipoena banksi Chickering, 1943
- Dipoena bellingeri Levi, 1963
- Dipoena beni Levi, 1963
- Dipoena bernardino Levi, 1963
- Dipoena bimini Levi, 1963
- Dipoena bodjensis (Simon, 1885)
- Dipoena boquete Levi, 1963
- Dipoena braccata (C. L. Koch, 1841)
- Dipoena bristowei Caporiacco, 1949
- Dipoena bryantae Chickering, 1943
- Dipoena buccalis Keyserling, 1886
- Dipoena cartagena Sedgwick, 1973
- Dipoena cathedralis Levi, 1953
- Dipoena chathami Levi, 1953
- Dipoena chickeringi Levi, 1953
- Dipoena chillana Levi, 1963
- Dipoena convexa (Blackwall, 1870)
- Dipoena coracina (C. L. Koch, 1837)
- Dipoena cordiformis Keyserling, 1886
- Dipoena cornuta Chickering, 1943
- Dipoena croatica (Chyzer, 1894)
- Dipoena crocea (O. P.-Cambridge, 1896)
- Dipoena destricta Simon, 1903
- Dipoena dominicana Wunderlich, 1986
- Dipoena dorsata Muma, 1944
- Dipoena duodecimpunctata Chickering, 1943
- Dipoena eatoni Chickering, 1943
- Dipoena erythropus (Simon, 1881)
- Dipoena esra Levi, 1963
- Dipoena flavomaculata (Keyserling, 1891)
- Dipoena foliata Keyserling, 1886
- Dipoena fornicata Thorell, 1895
- Dipoena fortunata Levi, 1953
- Dipoena galilaea Levy & Amitai, 1981
- Dipoena glomerabilis Simon, 1909
- Dipoena grammata Simon, 1903
- Dipoena grancanariensis Wunderlich, 1987
- Dipoena granulata (Keyserling, 1886)
- Dipoena gui Zhu, 1998
- Dipoena hainanensis Zhu, 1998
- Dipoena hana Zhu, 1998
- Dipoena hasra Roberts, 1983
- Dipoena hortoni Chickering, 1943
- Dipoena hui Zhu, 1998
- Dipoena insulana Chickering, 1943
- Dipoena ira Levi, 1963
- Dipoena isthmia Chickering, 1943
- Dipoena josephus Levi, 1953
- Dipoena keumunensis Paik, 1996
- Dipoena keyserlingi Levi, 1963
- Dipoena kuyuwini Levi, 1963
- Dipoena labialis Zhu, 1998
- Dipoena lana Levi, 1953
- Dipoena latifrons Denis, 1950
- Dipoena lesnei Simon, 1899
- Dipoena leveillei (Simon, 1885)
- Dipoena liguanea Levi, 1963
- Dipoena lindholmi (Strand, 1910)
- Dipoena linzhiensis Hu, 2001
- Dipoena longiventris (Simon, 1905)
- Dipoena lugens (O. P.-Cambridge, 1909)
- Dipoena luisi Levi, 1953
- Dipoena malkini Levi, 1953
- Dipoena meckeli Simon, 1897
- Dipoena melanogaster (C. L. Koch, 1837)
- Dipoena mendoza Levi, 1967
- Dipoena mertoni Levi, 1963
- Dipoena militaris Chickering, 1943
- Dipoena mitifica Simon, 1899
- Dipoena mollis (Simon, 1903)
- Dipoena neotoma Levi, 1953
- Dipoena nigra (Emerton, 1882)
- Dipoena nigroreticulata (Simon, 1879)
- Dipoena nipponica Yoshida, 2002
- Dipoena niteroi Levi, 1963
- Dipoena notata Dyal, 1935
- Dipoena obscura Keyserling, 1891
- Dipoena ocosingo Levi, 1953
- Dipoena ohigginsi Levi, 1963
- Dipoena olivenca Levi, 1963
- Dipoena opana Levi, 1963
- Dipoena origanata Levi, 1953
- Dipoena orvillei Chickering, 1943
- Dipoena pacifica Chickering, 1943
- Dipoena pacificana Berland, 1938
- Dipoena pallisteri Levi, 1963
- Dipoena parki Chickering, 1943
- Dipoena pelorosa Zhu, 1998
- Dipoena peregregia Simon, 1909
- Dipoena perimenta Levi, 1963
- Dipoena peruensis Levi, 1963
- Dipoena petrunkevitchi Roewer, 1942
- Dipoena picta (Thorell, 1890)
- Dipoena plaumanni Levi, 1963
- Dipoena polita (Mello-Leitão, 1947)
- Dipoena praecelsa Simon, 1914
- Dipoena pristea Roberts, 1983
- Dipoena proterva Chickering, 1943
- Dipoena provalis Levi, 1953
- Dipoena puertoricensis Levi, 1963
- Dipoena pulicaria (Thorell, 1890)
- Dipoena pumicata (Keyserling, 1886)
- Dipoena punctisparsa Yaginuma, 1967
- Dipoena pusilla (Keyserling, 1886)
- Dipoena quadricuspis Caporiacco, 1949
- Dipoena redunca Zhu, 1998
- Dipoena ripa Zhu, 1998
- Dipoena rita Levi, 1953
- Dipoena rubella (Keyserling, 1884)
- Dipoena santacatarinae Levi, 1963
- Dipoena scabella Simon, 1903
- Dipoena seclusa Chickering, 1948
- Dipoena sedilloti (Simon, 1885)
- Dipoena semicana Simon, 1909
- Dipoena seminigra Simon, 1909
- Dipoena sericata (Simon, 1879)
- Dipoena sertata (Simon, 1895)
- Dipoena setosa (Hickman, 1951)
- Dipoena signifera Simon, 1909
- Dipoena silvicola Miller, 1970
- Dipoena sinica Zhu, 1992
- Dipoena standleyi Levi, 1963
- Dipoena stellaris Zhu, 1998
- Dipoena sticta Zhu, 1992
- Dipoena striata Wunderlich, 1987
- Dipoena subflavida Thorell, 1895
- Dipoena submustelina Zhu, 1998
- Dipoena sulfurica Levi, 1953
- Dipoena taeniatipes Keyserling, 1891
- Dipoena tecoja Levi, 1953
- Dipoena tingo Levi, 1963
- Dipoena tiro Levi, 1963
- Dipoena torva (Thorell, 1875)
- Dipoena transversisulcata Strand, 1908
- Dipoena trinidensis Levi, 1963
- Dipoena tropica Chickering, 1943
- Dipoena tuldokguhitanea Barrion & Litsinger, 1995
- Dipoena turriceps (Schenkel, 1936)
- Dipoena umbratilis (Simon, 1873)
- Dipoena variabilis (Keyserling, 1886)
- Dipoena venusta Chickering, 1948
- Dipoena wangi Zhu, 1998
- Dipoena washougalia Levi, 1953
- Dipoena waspucensis Levi, 1963
- Dipoena woytkowskii Levi, 1963
- Dipoena xanthopus Simon, 1914
- Dipoena yutian Hu & Wu, 1989
- Dipoena zeteki Chickering, 1943